# Puebla de Lillo
Puebla de Lillo è un comune spagnolo di 725 abitanti situato nella comunità autonoma di Castiglia e León.